# Krigsåret 1894

## Pågående krig
- Mahdistupproret (1881-1899)

- Första italiensk-abessinska kriget (1894-1896)
  - Italien på ena sidan
  - Etiopien på andra sidan

- Första sino-japanska kriget (1894-1895)[1]
  - Kina på ena sidan
  - Japan på andra sidan

- Rifkriget (1893-1894)

## Händelser

### Juni
- 25 - Japan ockuperar Seoul sedan Kina ställt sig på kung Kojongs sida mot rebellgruppen Tonghak i Sydkorea.

### Juli
- 27 - Japanska krigsfartyg sänker ett brittiskt fartyg med kinesiska trupper ombord.

### Augusti
- 1 - Krig förklaras mellan Kina och Japan, vilket blir inledningen till första sino-japanska kriget.

### September
- 16 - Japanerna besegrar kineserna i slaget vid Pyongyang norr om Seoul.
- 17 besegras den kinesiska flottan av japanerna i sjöslaget vid Yalobukten.

### November
- 21 intar Japanerna Port Arthur.

### December
- Franska trupper landstiger och intar Toamasina på Madagaskar efter ett intensivt bombardemang.

### Fotnoter
1. ↑  ”Chronological List of All Wars”. Arkiverad från originalet den 9 oktober 2014. https://web.archive.org/web/20141009082543/http://www.correlatesofwar.org/COW2%20Data/WarData_NEW/WarList_NEW.pdf. Läst 29 juni 2011.